# 芒努斯·莫林
芒努斯·莫林（瑞典語：Magnus Molin，1979年8月21日—），瑞典男子乒乓球运动员。他曾获得2001年世界乒乓球锦标赛男子团体季军。他也曾两次获得欧洲乒乓球锦标赛男子团体冠军。